# Douy-la-Ramée
Douy-la-Ramée – miejscowość i gmina we Francji, w regionie Île-de-France, w departamencie Sekwana i Marna.
Według danych na rok 1990 gminę zamieszkiwało 210 osób, a gęstość zaludnienia wynosiła 26 osób/km² (wśród 1287 gmin regionu Île-de-France Douy-la-Ramée plasuje się na 986. miejscu pod względem liczby ludności, natomiast pod względem powierzchni na miejscu 482.).